# Moffat (Regno Unito)

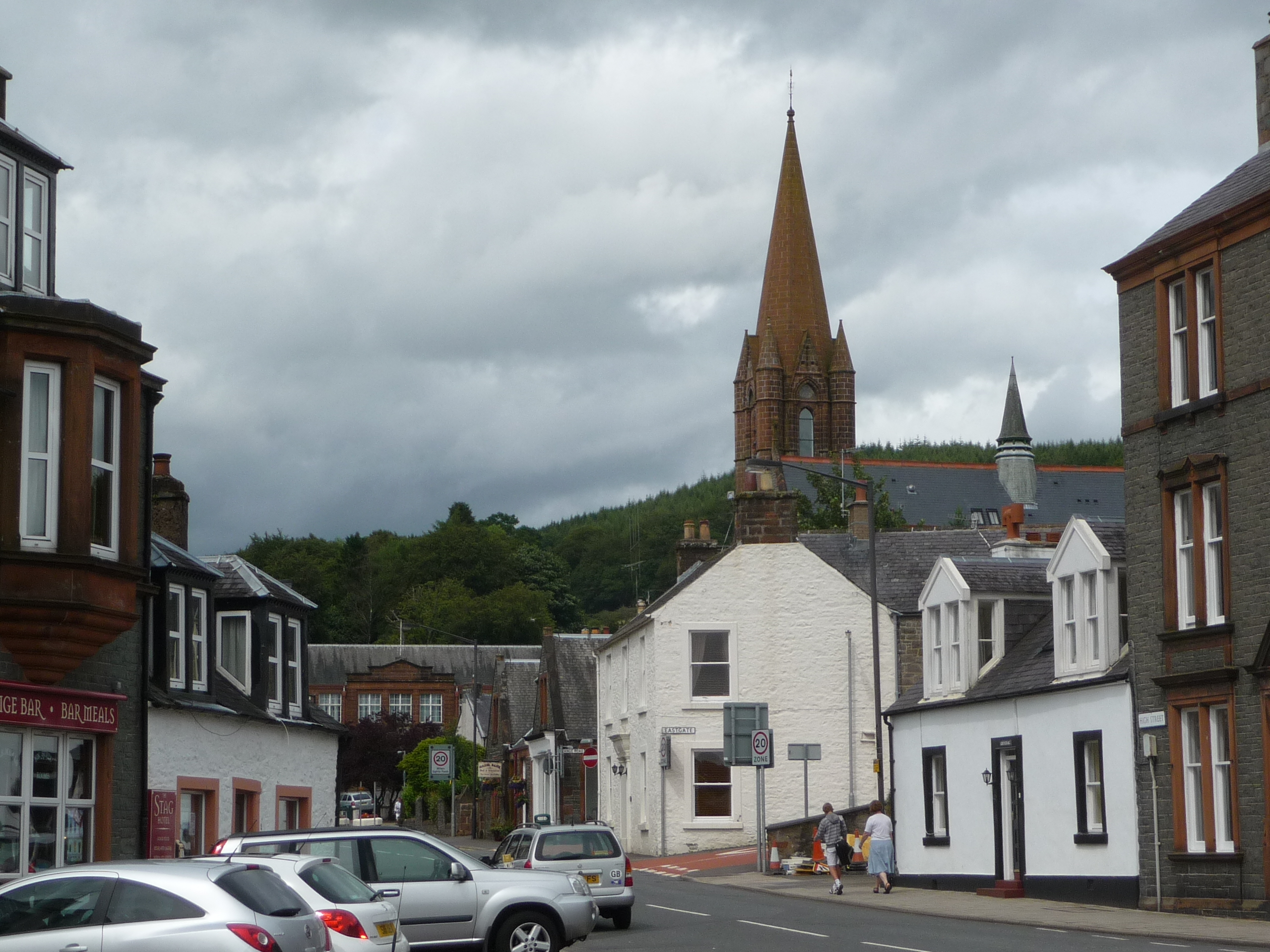
Il centro di Moffat

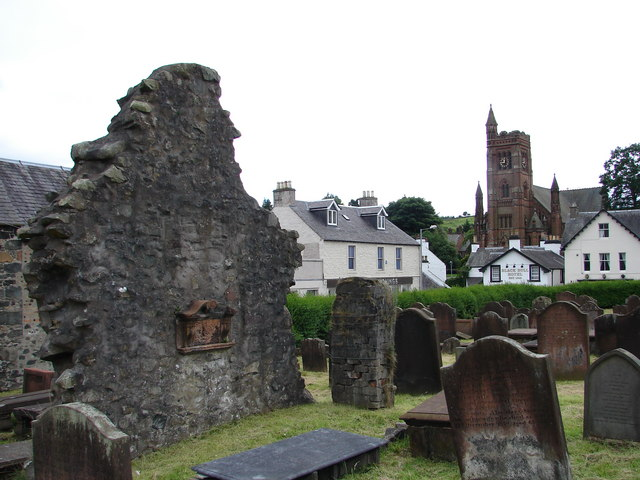
Moffat: i resti dell'antica chiesa parrocchiale e, sullo sfondo, la chiesa di Sant'Andrea.

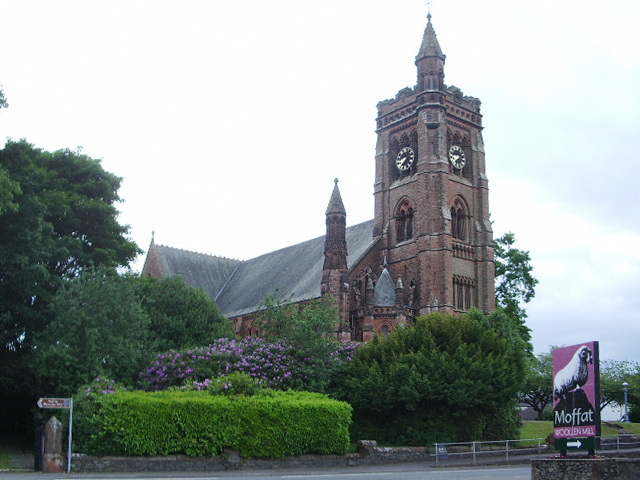
Moffat: la chiesa di Sant'Andrea.

Moffat (in gaelico scozzese: Am Magh Fada) è una cittadina di circa 2 500 abitanti della Scozia sud-occidentale, facente parte dell'area amministrativa del Dumfries e Galloway (contea tradizionale: Dumfriesshire) e situata lungo il corso del fiume Annan. Anticamente un burgh, ha un lungo passato anche come centro termale.

## Geografia fisica

### Collocazione
Moffat si trova nella parte settentrionale del Dumfries & Galloway, lungo l'autostrada A74 e tra le località di Lochmaben e Sanquhar (rispettivamente a nord della prima e a sud-est della seconda).

## Società

### Evoluzione demografica
Al censimento del 2011, Moffat contava una popolazione pari a 2 582 abitanti.
La località ha conosciuto incremento demografico rispetto al 2001, quando contava 2 421 abitanti e al 1991, quando ne contava 2 248.

## Storia
Nel 1117, Moffat era sede di una chiesa e ad est della città furono costruiti due castelli.
Nel 1595, Moffat aveva già acquisito un'importanze tale da comparire negli atlanti di Gerardus Mercator e nel corso del XVII secolo si poteva già definirla una città.
Nel 1633, fu scoperta a Moffat una sorgente, che iniziò ad attirare le persone che ne volevano beneficiare a scopo terapeutico. Nel 1683, aprì così il primo albergo in loco, il Black Bull Inn.
In seguito, con la scoperta di una seconda sorgente nel 1748, crebbe la popolarità della cittadina come centro termale. Si assistette così alla costruzione di due nuovi hotel nel 1760, l'Annandale Arms Hotel e il Buccleuch Arms Hotel.
L'accrescere della popolarità di Moffat come centro termale portò alla costruzione di una linea ferroviaria a due miglia dalla città nel 1848.
Moffat cessò di essere una località termale nel 1921, quando l'Hydropathic Hotel, costruito nel 1878, andò completamente distrutto in un incendio.
Ciò portò alla chiusura della stazione ferroviaria nel 1954 e della vicina stazione ferroviaria di Beattock nel 1972.

## Monumenti e luoghi d'interesse

### Chiesa di Sant'Andrea
Tra gli edifici principali di Moffat, figura la Chiesa di Sant'Andrea, costruita nel 1887 in sostituzione dell'ex-chiesa parrocchiale del 1790.